# AZS WAT Warszawa
Klub Uczelniany Akademickiego Związku Sportowego Wojskowej Akademii Technicznej w Warszawie – wielosekcyjny uczelniany klub sportowy działający przy Wojskowej Akademii Technicznej w Warszawie. Został założony w 1979 roku. 

## Wyniki

### AMWiM
| edycja i rok    | klasyfikacja ogólna |
| --------------- | ------------------- |
| AMWiM 2009/2010 | 5                   |
| AMWiM 2010/2011 | 5                   |
| AMWiM 2011/2012 | 5                   |